# Baily–Borelkompaktifiering
Inom matematiken är Baily–Borelkompaktifieringen en kompaktifiering av ett kvot av ett hermiteskt symmetriskt rum med en aritmetisk grupp, introducerad av W.L. Baily och A. Borel (1964, 1966).

## Exempel
- Om C är kvoten av övre halvplanet med en kongruensdelgrupp av SL2(Z), så bildas Baily–Borelkompaktifieringen av C genom att addera en ändlig mängd spetsar till den.